# 張玘 (天順4年進士)
張 玘（ちょう き、1419年 - 没年不詳）は、明の進士。字は士玉。河南省懐慶府修武県の人。
河南郷試に第八十六名で合格。天順4年（1460年）、庚辰の会試に参加し、第七十二名で貢士を獲得。殿試にて第三甲第七名で進士となった。曾祖父は張仁美。祖父は張継祖。父は張贇。